# Bua kyrka
Bua kyrka, tidigare Bua kapell, är en kyrkobyggnad som sedan 2014 tillhör Värö-Stråvalla församling (tidigare Värö församling) i Göteborgs stift. Den ligger i utkanten av samhället Bua, nära Värö bruk och Ringhals kärnkraftverk, i Varbergs kommun.  

## Kyrkobyggnaden
Kyrkan uppfördes 1971–1972 efter ritningar av arkitekt Henry Åkesson, som även utformade kyrkorummets inredning. En tillbyggnad med bland annat en konfirmandsal uppfördes 1982. Byggnadsmaterialet är en träkonstruktion som täcks av vit marmorkross. De höga gavlarna är genombrutna med spröjsade glasrutor. I spröjsverkets mitt är ett stort kors markerat. Som första kyrka i Sverige försågs den med solceller på taket, vilka togs i drift 2009. Utöver kyrkorummet, som rymmer drygt 100 personer, finns en samlingssal samt lokaler för barn- och ungdomsverksamhet. Interiören domineras av den omålade furupanelen. 

## Klocka och klockstapel
Klockstapeln står nordväst om kyrkan på en bergklack. Den har fyra bruna bockben och har en tälthuv täckt av svarta plåtfjäll. I stapeln hänger en klocka gjuten 1972. Diameter: 92 cm. Vikt: 480 kg. Inskription: Ring frid över hav och kust, och frid över bygden därinom, 

## Inventarier
- I kyrkorummet finns en femdelad altartavla som föreställer olika scener ur Jesu liv utförd av ikonmålaren Erland Forsberg.
- Det fristående altaret är av trä med ett altarkors i silver med ett Kristusmonogram och en ljusstake på vardera sidan.
- Dopfat i hamrat silver.
- Mattor Ingrid Brobeck

### Orgel
Den mekaniska orgeln är tillverkad 1972 av A. Magnusson Orgelbyggeri AB. Den har fem stämmor fördelade på manual och pedal.

## Bilder

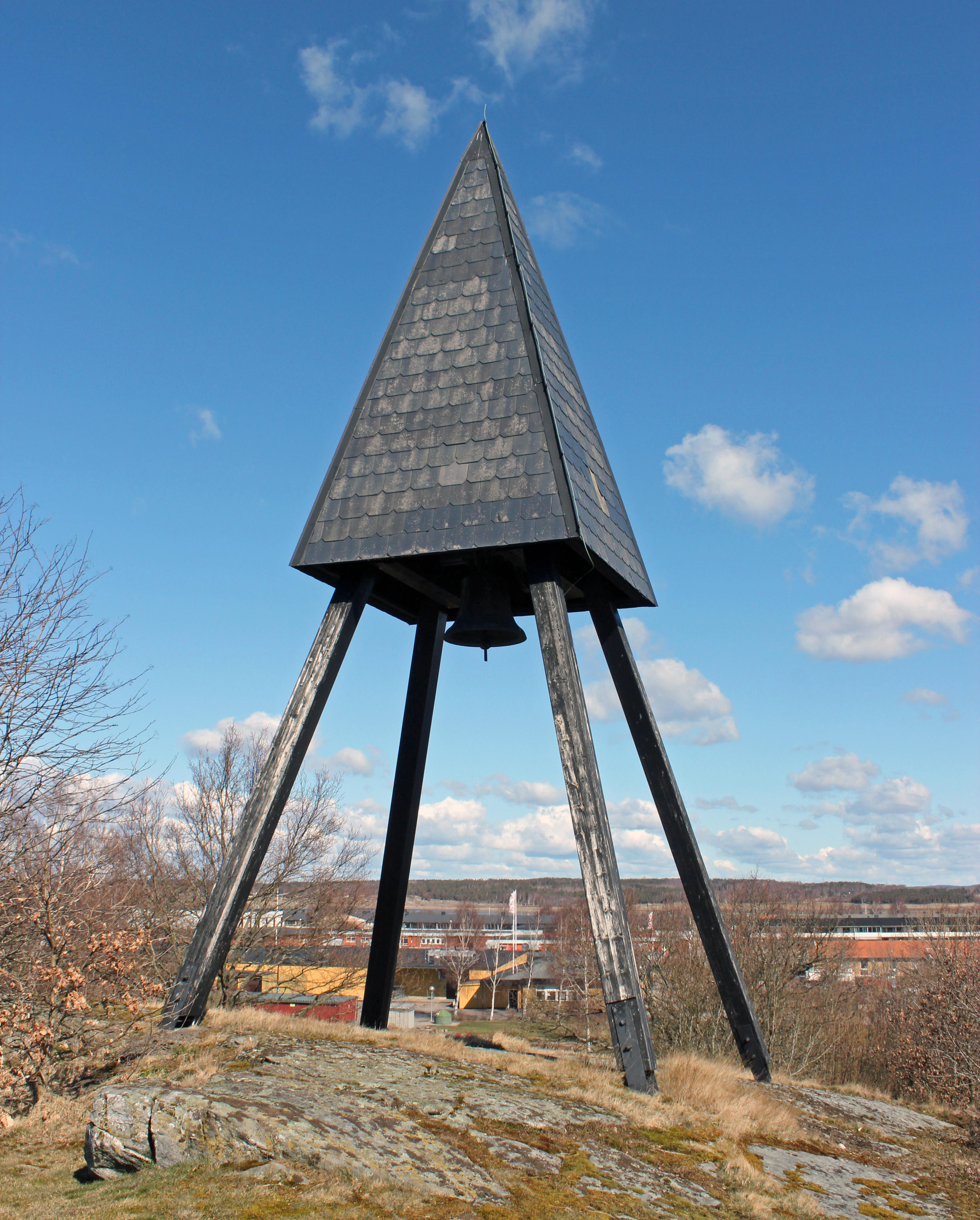
Klockstapeln.
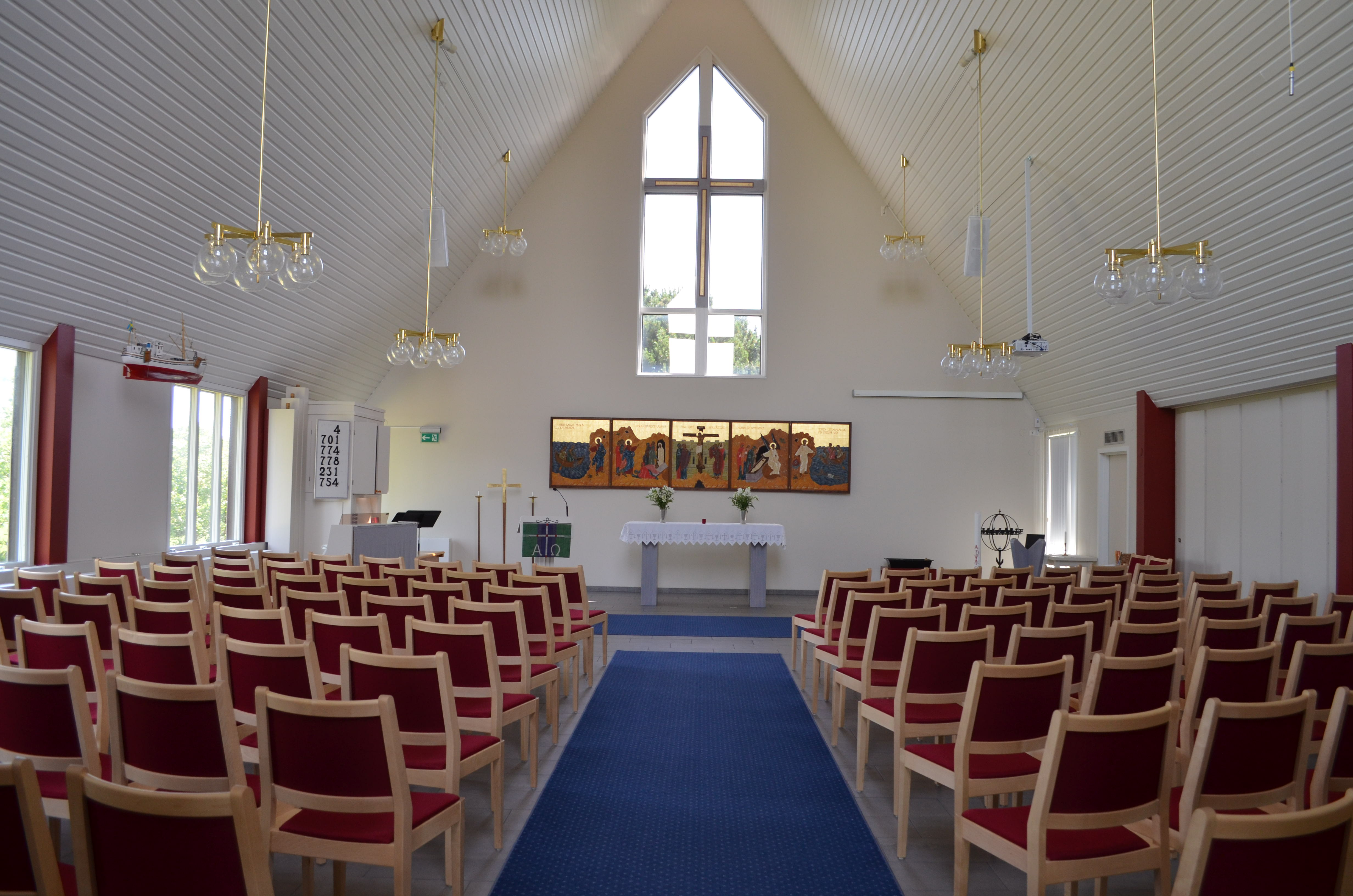
Interiör mot koret.